# Makavarapalem
Makavarapalem là một mandal thuộc huyện Visakhapatnam, bang Andhra Pradesh.